# Calamus penna
 Calamus penna és un peix teleosti de la família dels espàrids i de l'ordre dels perciformes.

## Morfologia
Pot arribar als 46 cm de llargària total.

## Distribució geogràfica
Es troba a les costes de l'Atlàntic occidental: des de Florida (Estats Units) i el nord-est del Golf de Mèxic fins a Rio de Janeiro (Brasil).